# Rhinolophus bocharicus
Rhinolophus bocharicus (Kastchenko & Akimov, 1917) è un Pipistrello della famiglia dei Rinolofidi diffuso in Asia centrale,

## Descrizione

### Dimensioni
Pipistrello di medie dimensioni, con la lunghezza dell'avambraccio tra 47 e 53 mm, la lunghezza della coda tra 22 e 32 mm, la lunghezza delle orecchie tra 19,3 e 24 mm.

### Aspetto
Le parti dorsali sono bruno-grigiastre, più scure sulle spalle e con la base dei peli biancastra, mentre le parti ventrali sono grigio-biancastre. Le orecchie sono di lunghezza media. La foglia nasale presenta una lancetta astata, un processo connettivo elevato e con il profilo arrotondato, una sella sottile e più stretta nella porzione centrale. La porzione anteriore è larga ma non copre completamente il muso. Il labbro inferiore ha un solco longitudinale profondo e due laterali indistinti. La coda è lunga ed inclusa completamente nell'ampio uropatagio. Il primo premolare superiore è piccolo e situato fuori la linea alveolare.

## Biologia

### Comportamento
Si rifugia in colonie di diverse migliaia di individui all'interno di grotte e miniere. Le femmine durante la gravidanza e l'allattamento formano colonie separate dai maschi. Dopo che i piccoli sono svezzati e indipendenti i maschi tornano a formare colonie miste. Entra in ibernazione nelle zone più profonde delle grotte. L'attività predatoria inizia al tramonto.

### Alimentazione
Si nutre di insetti, principalmente farfalle e scarafaggi catturati vicino al suolo.

### Riproduzione
Gli accoppiamenti avvengono dopo il periodo di allattamento dei piccoli o durante l'inverno.

## Distribuzione e habitat
Questa specie è diffusa in Iran nord-orientale, Turkmenistan centrale ed orientale, Uzbekistan centrale e sud-orientale, Kazakistan meridionale, Kirghizistan e Tagikistan occidentali ed Afghanistan settentrionale.
Vive nelle zone montane e collinari desertificate.

## Conservazione
La IUCN Red List, considerato che si tratta ragionevolmente di una specie ampiamente diffusa e stabile, classifica R.bocharicus come specie a rischio minimo (Least Concern).